# Claiming Rule Team
Claiming Rule Team (CRT) var en regel i MotoGP-klassen 2012 och 2013. Ett stall som tävlade under denna regel fick tolv motorer per förare istället för sex för fabriksstallen och fick använda 24 liter bränsle per race jämfört med fabriksstallens 21 liter. Dock skulle ett fabriksstall kunna överta ("claim") en av teamets motorer för ett fast pris av  €15,000 eller €20,000 inklusive transmission. Regeln infördes som ett försök att tillåta oberoende team att delta i MotoGp till en lägre kostnad och för att få fler deltagare i klassen.
Till Roadracing-VM 2012 sökte 16 team om CRT-status. Det blev 7 team med totalt 9 förare som fick köra VM-säsongen.
Roadracing-VM 2013 deltog 7 team med totalt 12 förare.
Till 2014 ersattes CRT-kategorin med en "Öppen" kategori. Den innebar liksom CRT 24 liter bränsle per race och 12 motorer per säsong till skillnad från fabrikskategorins 20 liter bränsle och sex motorer. För att få dessa fördelar ska det av organisatören tillhandahållna styrsystemet med mjukvara användas på de öppna motorcyklarna. På fabriksmotorcyklarna får tillverkarnas egna mjukvara användas.

## Tävlingsresultat i CRT-kategorin
CRT-motorcyklarna kunde aldrig riktigt konkurrera med fabriksmotorcyklarna även om de var något närmare 2013, men de tävlade också i ett eget inofficiellt mästerskap. Det vanns både 2012 och 2013 av Aleix Espargaró som tävlade för Power Electronics Aspar på en ART (Aprilia).

### Slutställning 2012
| Nr | Förare          | Nation         | Team                      | Motorcykel   | Poäng | Plats i MotoGP-VM |
| -- | --------------- | -------------- | ------------------------- | ------------ | ----- | ----------------- |
| 1  | Aleix Espargaró | Spanien        | Power Electronics Aspar   | ART          | 74    | 12                |
| 2  | Randy De Puniet | Frankrike      | Power Electronics Aspar   | ART          | 62    | 13                |
| 3  | Michele Pirro   | Italien        | San Carlo Honda Gresini   | FTR          | 43    | 15                |
| 4  | James Ellison   | Storbritannien | Paul Bird Motorsport      | ART          | 35    | 16                |
| 5  | Yonny Hernández | Colombia       | Avintia Blusens           | BQR-FTR      | 28    | 17                |
| 6  | Danilo Petrucci | Italien        | Came IodaRacing Project   | Ioda-Suter   | 27    | 19                |
| 7  | Colin Edwards   | USA            | NGM Mobile Forward Racing | FTR Kawasaki | 27    | 20                |
| 8  | Mattia Pasini   | Italien        | Speed Master              | ART          | 13    | 22                |
| 9  | Ivan Silva      | Spanien        | Avintia Blusens           | BQR          | 12    | 23                |
| 10 | Hiroshi Aoyama  | Japan          | Avintia Blusens           | BQR          | 3     | 25                |
| 11 | David Salom     | Spanien        | Avintia Blusens           | BQR          | 1     | 27                |

### Slutställning 2013
| Nr | Förare          | Nation         | Team                      | Motorcykel   | Poäng | Plats i MotoGP-VM |
| -- | --------------- | -------------- | ------------------------- | ------------ | ----- | ----------------- |
| 1  | Aleix Espargaró | Spanien        | Power Electronics Aspar   | ART          | 93    | 11                |
| 2  | Colin Edwards   | USA            | NGM Mobile Forward Racing | FTR Kawasaki | 41    | 14                |
| 3  | Randy De Puniet | Frankrike      | Power Electronics Aspar   | ART          | 36    | 15                |
| 4  | Héctor Barberá  | Spanien        | Avintia Blusens           | FTR          | 35    | 16                |
| 5  | Danilo Petrucci | Italien        | Came IodaRacing Project   | Ioda-Suter   | 26    | 17                |
| 6  | Claudio Corti   | Italien        | NGM Mobile Forward Racing | FTR Kawasaki | 14    | 19                |
| 7  | Hiroshi Aoyama  | Japan          | Avintia Blusens           | FTR          | 13    | 20                |
| 8  | Yonny Hernández | Colombia       | Paul Bird Motorsport      | ART          | 7     | 18                |
| 9  | Karel Abraham   | Tjeckien       | Cardion AB Motoracing     | ART          | 5     | 24                |
| 10 | Michael Laverty | Storbritannien | Paul Bird Motorsport      | PBM och ART  | 3     | 25                |
| 11 | Bryan Staring   | Australien     | Go & Fun Honda Gresini    | FTR Honda    | 2     | 26                |
| 12 | Javier Del Amor | Spanien        | Avintia Blusens           | FTR          | 1     | 27                |
| -  | Lukáš Pešek     | Tjeckien       | Came IodaRacing Project   | Ioda-Suter   | 0     | Oplacerad         |
| -  | Damian Cudlin   | Australien     | Paul Bird Motorsport      | PBM          | 0     | Oplacerad         |
| -  | Ivan Silva      | Spanien        | Avintia Blusens           | FTR          | 0     | Oplacerad         |
| -  | Luca Scassa     | Italien        | Cardion AB Motoracing     | ART          | 0     | Oplacerad         |
| -  | Blake Young     | USA            | Attack Performance Racing | APR          | 0     | Oplacerad         |